# Musée de la Contrefaçon
Musée de la Contrefaçon (Muzeum padělků) je muzeum v Paříži, které se specializuje na padělky. Nachází se v městském paláci na adrese Rue de la Faisanderie č. 16 v 16. obvodu.

## Historie
Muzeum založila v roce 1951 Unie výrobců (Union des fabricants).
Scéna z filmu Velký flám (1966), kde Bourvil vyklopí kbelík s barvou na německého důstojníka, se natáčela na nádvoří tohoto muzea.

## Sbírky
Muzeum je didaktické a umožňuje návštěvníkům seznámit se s rozsahem padělání a jeho dopad na globální ekonomiku a uvědomit si význam ochrany průmyslového vlastnictví.
Představuje velmi pestrou nabídku padělaných výrobků a autentických modelů tak, aby si návštěvník uvědomil jejich rozdíly: Rodinovy bronzy, parfémy, tabákové výrobky, slovníky, software, CD/DVD, hračky, pracovní nářadí, domácí spotřebiče, elektronika, textil, kožené zboží, nádobí, autodíly, pera... Jsou zde vystaveny i ukázky pravděpodobně nejstarší příklady padělaných amfor pocházející z galo-římského období.